# Porsche 997
Porsche 997 er den interne modelkode for den generation af sportsvognen Porsche 911, som blev produceret fra år 2004 til 2012.
Forgængeren til 997 var modelkode 996 og efterfølgeren var modelkode 991.
Modellen blev produceret i fire karosserivarianter, coupé, targa, cabriolet og speedster.
Fælles for alle modeller er opbygningen med en hækmonteret sekscylindret boksermotor.
Porsche 911 997 er bygget i et utal af varianter med motorer på enten 3,6, 3,8 eller 4,0 liters slagvolumen. Ydelsen gik fra 325 hk i Carrera-modellen til 620 hk i GT2 RS-modellen.
De fleste modeller i 997-generationen benyttede sugemotorer, men Turbo-, Turbo S- og GT2 RS-modellerne havde turbolader.